# ستراد بينك للسيدات 2022
ستراد بينك للسيدات 2022 (بالإيطالية: Strade Bianche femminile 2022)‏ هو سباق دراجات هوائية، وهو الموسم رقم 8 من ستراد بينك للسيدات، وأقيم في 5 مارس 2022 ضمن سباقات طواف العالم للدراجات للسيدات 2022.
فاز بالمركز الأول لوت كوبيكي، وبالمركز الثاني أنيميك فان فليوتن، وبالمركز الثالث آشلي مولمان.

## الفرق
| فرق سيدات عالمية (14)- إس دي وركس 2022 ‏ - كانيون–إس آر إيه إم ريسينغ 2022 ‏ - EF Education–Tibco–SVB ‏ - FDJ–Suez ‏ - رالي سايكلنج 2022 ‏ - ليف ريسينغ 2022 ‏ - موفيستار للسيدات 2022 ‏ - فريق رولان كوجياس إديلويس 2022 ‏ - Liv AlUla Jayco ‏ - فريق سنويب للسيدات 2022 ‏ - جامبو فيسما للسيدات 2022 ‏ - Lidl–Trek (women's team) ‏ - يو أي أيه تيم 2022 ‏ - فريق أونو إكس برو للدراجات للسيدات 2022 ‏ فرق دراجات قارية سيدات (10)- Aromitalia–Basso Bikes–Vaiano ‏ - بيبينك 2022 ‏ - Born To Win–Zhiraf–G20 ‏ - Ceratizit Pro Cycling ‏ - Isolmant–Premac–Vittoria ‏ - باركهوتل فالكنبورغ 2022 ‏ - بلانتور بورا 2022 ‏ - Servetto–Makhymo–Beltrami TSA ‏ - توب قيرلز فسى برتولو 2022 ‏ - فالكار ترافل سيرفس 2022 ‏ |  |
| |  |

## المشاركون
| إس دي وركس ‏ SDW | إس دي وركس ‏ SDW             | إس دي وركس ‏ SDW |
| --------------- | --------------------------- | --------------- |
| م               | عداء                        | مرتبة           |
| 1               | Chantal van den Broek-Blaak | 16              |
| 2               | Niamh Fisher-Black ‏         | 24              |
| 3               | لوت كوبيكي (طريق)           | 1               |
| 4               | آشلي مولمان                 | 3               |
| 5               | Anna Shackley ‏              | 49              |
| 6               | ديمي فوليرينغ               | 12              |

| Aromitalia–Basso Bikes–Vaiano ‏ VAI | Aromitalia–Basso Bikes–Vaiano ‏ VAI | Aromitalia–Basso Bikes–Vaiano ‏ VAI |
| ---------------------------------- | ---------------------------------- | ---------------------------------- |
| م                                  | عداء                               | مرتبة                              |
| 11                                 | راسا ليليفيتو                      | لم يكمل السباق                     |
| 12                                 | Francesca Balducci ‏                | 77                                 |
| 13                                 | Francesca Baroni ‏                  | لم يكمل السباق                     |
| 14                                 | Inga Češulienė ‏ (طريق)             | لم يكمل السباق                     |
| 15                                 | Milena Del Sarto‏                   | لم يكمل السباق                     |
| 16                                 | Gemma Sernissi ‏                    | لم يكمل السباق                     |

| بيبينك ‏ BPK | بيبينك ‏ BPK       | بيبينك ‏ BPK    |
| ----------- | ----------------- | -------------- |
| م           | عداء              | مرتبة          |
| 21          | Silvia Zanardi ‏   | 38             |
| 22          | ميشيلا دراموند    | 64             |
| 23          | Nadia Quagliotto ‏ | 67             |
| 24          | Prisca Savi‏       | لم يكمل السباق |
| 25          | Jade Teolis‏       | لم يكمل السباق |
| 26          | Matilde Vitillo ‏  | 69             |

| Born To Win–Zhiraf–G20 ‏ BTW | Born To Win–Zhiraf–G20 ‏ BTW | Born To Win–Zhiraf–G20 ‏ BTW |
| --------------------------- | --------------------------- | --------------------------- |
| م                           | عداء                        | مرتبة                       |
| 31                          | Sara Casasola ‏              | لم يكمل السباق              |
| 32                          | Anna Chili‏                  | لم يكمل السباق              |
| 33                          | Tatiana Chili‏               | لم يكمل السباق              |
| 34                          | Sofia Clerici‏               | لم يكمل السباق              |
| 35                          | Giulia Luciani‏              | لم يكمل السباق              |
| 36                          | Giorgia Simoni‏              | لم يكمل السباق              |

| كانيون–إس آر إيه إم ‏ CSR | كانيون–إس آر إيه إم ‏ CSR | كانيون–إس آر إيه إم ‏ CSR |
| ------------------------ | ------------------------ | ------------------------ |
| م                        | عداء                     | مرتبة                    |
| 41                       | كاتارزينا نيفيادوما      | 4                        |
| 42                       | ألينا أمياليوسيك         | 22                       |
| 43                       | Elise Chabbey ‏           | 6                        |
| 44                       | تيفاني كرومويل           | 63                       |
| 45                       | Pauliena Rooijakkers ‏    | 52                       |
| 46                       | ثريا بالادين             | 19                       |

| Ceratizit Pro Cycling ‏ WNT | Ceratizit Pro Cycling ‏ WNT | Ceratizit Pro Cycling ‏ WNT |
| -------------------------- | -------------------------- | -------------------------- |
| م                          | عداء                       | مرتبة                      |
| 51                         | ماريا جوليا كونفالونيري    | 66                         |
| 52                         | Camilla Alessio ‏           | 60                         |
| 53                         | Laura Asencio ‏             | لم يكمل السباق             |
| 54                         | Marta Lach ‏                | 34                         |
| 55                         | حنا نيلسون                 | 81                         |
| 56                         | Lara Vieceli ‏              | لم يكمل السباق             |

| EF Education–Tibco–SVB ‏ TIB | EF Education–Tibco–SVB ‏ TIB | EF Education–Tibco–SVB ‏ TIB |
| --------------------------- | --------------------------- | --------------------------- |
| م                           | عداء                        | مرتبة                       |
| 61                          | Magdeleine Vallieres ‏       | 31                          |
| 62                          | Letizia Borghesi ‏           | 54                          |
| 63                          | Emily Newsom ‏               | لم يكمل السباق              |
| 64                          | Sara Poidevin ‏              | 80                          |
| 65                          | Omer Shapira ‏ (طريق)        | لم يكمل السباق              |
| 66                          | Abi Smith ‏                  | 41                          |

| FDJ–Suez ‏ FSF | FDJ–Suez ‏ FSF       | FDJ–Suez ‏ FSF |
| ------------- | ------------------- | ------------- |
| م             | عداء                | مرتبة         |
| 71            | سيسيلي أوتوب لودفيغ | 5             |
| 72            | غريس براون          | 11            |
| 73            | Vittoria Guazzini ‏  | 35            |
| 75            | Victorie Guilman ‏   | 76            |
| 76            | Marie Le Net ‏       | 48            |

| رالي سايكلنج ‏ HPW | رالي سايكلنج ‏ HPW | رالي سايكلنج ‏ HPW |
| ----------------- | ----------------- | ----------------- |
| م                 | عداء              | مرتبة             |
| 82                | Nina Buijsman ‏    | 46                |
| 83                | Barbara Malcotti ‏ | 73                |
| 85                | Kaia Schmid ‏      | لم يكمل السباق    |
| 86                | ليلي وليامز       | 33                |

| Isolmant–Premac–Vittoria ‏ SBT | Isolmant–Premac–Vittoria ‏ SBT | Isolmant–Premac–Vittoria ‏ SBT |
| ----------------------------- | ----------------------------- | ----------------------------- |
| م                             | عداء                          | مرتبة                         |
| 91                            | Gaia Realini ‏                 | 82                            |
| 92                            | Ainara Albert‏                 | لم يكمل السباق                |
| 93                            | Alice Capasso‏                 | لم يكمل السباق                |
| 94                            | Alice Gasparini ‏              | لم يكمل السباق                |
| 95                            | Asia Zontone ‏                 | لم يكمل السباق                |

| ليف ريسينغ ‏ LIV | ليف ريسينغ ‏ LIV    | ليف ريسينغ ‏ LIV |
| --------------- | ------------------ | --------------- |
| م               | عداء               | مرتبة           |
| 101             | Sabrina Stultiens ‏ | 20              |
| 102             | Valerie Demey ‏     | 47              |
| 103             | Marta Jaskulska ‏   | 53              |
| 104             | Jeanne Korevaar ‏   | 42              |
| 105             | Ayesha McGowan ‏    | لم يكمل السباق  |
| 106             | Katia Ragusa ‏      | 71              |

| موفيستار للسيدات ‏ MOV | موفيستار للسيدات ‏ MOV  | موفيستار للسيدات ‏ MOV |
| --------------------- | ---------------------- | --------------------- |
| م                     | عداء                   | مرتبة                 |
| 111                   | أنيميك فان فليوتن      | 2                     |
| 112                   | Katrine Aalerud ‏       | 85                    |
| 113                   | أود بيانيك             | 84                    |
| 114                   | أليسيا غونزاليس بلانكو | 51                    |
| 115                   | سارا مارتين            | لم يكمل السباق        |
| 116                   | Paula Patiño ‏          | 39                    |

| باركهوتل فالكنبورغ ‏ PHV | باركهوتل فالكنبورغ ‏ PHV | باركهوتل فالكنبورغ ‏ PHV |
| ----------------------- | ----------------------- | ----------------------- |
| م                       | عداء                    | مرتبة                   |
| 121                     | Femke Gerritse ‏         | 23                      |
| 122                     | ديمي دي جونغ ‏           | 75                      |
| 123                     | Quinty Schoens ‏         | 44                      |
| 125                     | Rosalie Van der Wolf‏    | لم يكمل السباق          |

| بلانتور بورا سيلينج تيم ‏ ___ | بلانتور بورا سيلينج تيم ‏ ___ | بلانتور بورا سيلينج تيم ‏ ___ |
| ---------------------------- | ---------------------------- | ---------------------------- |
| م                            | عداء                         | مرتبة                        |
| 131                          | ساني كانت                    | 55                           |
| 132                          | Ronja Eibl ‏                  | 70                           |
| 133                          | Justine Ghekiere ‏            | لم يكمل السباق               |
| 134                          | Yara Kastelijn ‏              | 15                           |
| 135                          | Laura Süßemilch ‏             | 72                           |
| 136                          | Julie Van de Velde ‏          | 65                           |

| فريق كوجياس ميتلر لوك برو للدراجات ‏ CGS | فريق كوجياس ميتلر لوك برو للدراجات ‏ CGS | فريق كوجياس ميتلر لوك برو للدراجات ‏ CGS |
| --------------------------------------- | --------------------------------------- | --------------------------------------- |
| م                                       | عداء                                    | مرتبة                                   |
| 141                                     | أولغا زابيلينسكايا                      | لم يكمل السباق                          |
| 142                                     | Léa Stern‏                               | لم يكمل السباق                          |
| 143                                     | تمارا بالابولينا ‏                       | 43                                      |
| 144                                     | غولناز خاتونتسيفا                       | لم يكمل السباق                          |
| 145                                     | Hannah Buch ‏                            | لم يكمل السباق                          |
| 146                                     | Aline Seitz ‏                            | لم يكمل السباق                          |

| Servetto–Makhymo–Beltrami TSA ‏ SER | Servetto–Makhymo–Beltrami TSA ‏ SER | Servetto–Makhymo–Beltrami TSA ‏ SER |
| ---------------------------------- | ---------------------------------- | ---------------------------------- |
| م                                  | عداء                               | مرتبة                              |
| 151                                | Maryna Ivaniuk ‏                    | لم يكمل السباق                     |
| 152                                | Anna Potokina ‏                     | لم يكمل السباق                     |
| 153                                | Sofia Barbieri‏                     | لم يكمل السباق                     |
| 154                                | Silvia Bortolotti‏                  | لم يكمل السباق                     |
| 155                                | Viktoriia Melnychuk‏                | لم يكمل السباق                     |
| 156                                | Chia Pedrelli‏                      | لم يكمل السباق                     |

| Liv AlUla Jayco ‏ BEX | Liv AlUla Jayco ‏ BEX | Liv AlUla Jayco ‏ BEX |
| -------------------- | -------------------- | -------------------- |
| م                    | عداء                 | مرتبة                |
| 161                  | أماندا سبرات         | 79                   |
| 162                  | جيسيكا ألين          | لم يكمل السباق       |
| 163                  | Urška Žigart ‏        | لم يكمل السباق       |
| 164                  | Ruby Roseman-Gannon ‏ | 18                   |
| 165                  | Arianna Fidanza ‏     | 36                   |
| 166                  | جورجيا وليامز        | 40                   |

| فريق سنويب للسيدات ‏ DSM | فريق سنويب للسيدات ‏ DSM | فريق سنويب للسيدات ‏ DSM |
| ----------------------- | ----------------------- | ----------------------- |
| م                       | عداء                    | مرتبة                   |
| 171                     | ليا كيرشمان             | 62                      |
| 172                     | Léa Curinier ‏           | 50                      |
| 173                     | فرانشيسكا كوش ‏          | لم يكمل السباق          |
| 174                     | جولييت لابوس            | 26                      |
| 175                     | ليان ليبرت              | 13                      |
| 176                     | فلورتجي ماكايج          | 14                      |

| جامبو فيسما للسيدات ‏ TJV | جامبو فيسما للسيدات ‏ TJV | جامبو فيسما للسيدات ‏ TJV |
| ------------------------ | ------------------------ | ------------------------ |
| م                        | عداء                     | مرتبة                    |
| 181                      | ماريان فوس               | 7                        |
| 182                      | Teuntje Beekhuis ‏        | 61                       |
| 183                      | آنا هندرسون              | 30                       |
| 184                      | أنوسكا كوستر             | 17                       |
| 185                      | Coryn Labecki            | 21                       |
| 186                      | Linda Riedmann ‏          | 68                       |

| توب قيرلز فسى برتولو ‏ TOP | توب قيرلز فسى برتولو ‏ TOP | توب قيرلز فسى برتولو ‏ TOP |
| ------------------------- | ------------------------- | ------------------------- |
| م                         | عداء                      | مرتبة                     |
| 191                       | Debora Silvestri ‏         | لم يكمل السباق            |
| 192                       | Greta Marturano ‏          | 57                        |
| 193                       | Alessia Vigilia ‏          | لم يكمل السباق            |
| 194                       | Alice Palazzi‏             | لم يكمل السباق            |
| 195                       | Cristina Tonetti ‏         | لم يكمل السباق            |
| 196                       | Giorgia Vettorello ‏       | لم يكمل السباق            |

| Lidl–Trek (women's team) ‏ TFS | Lidl–Trek (women's team) ‏ TFS | Lidl–Trek (women's team) ‏ TFS |
| ----------------------------- | ----------------------------- | ----------------------------- |
| م                             | عداء                          | مرتبة                         |
| 201                           | إليسا بالسامو (طريق)          | 45                            |
| 202                           | Audrey Cordon-Ragot           | 25                            |
| 203                           | Lauretta Hanson ‏              | 78                            |
| 204                           | إليسا ونغو بورغيني (طريق)     | 8                             |
| 205                           | شيرين فان أنروي               | 9                             |
| 206                           | تايلر وايلز                   | لم يكمل السباق                |

| يو أي أيه تيم ‏ UAD | يو أي أيه تيم ‏ UAD              | يو أي أيه تيم ‏ UAD |
| ------------------ | ------------------------------- | ------------------ |
| م                  | عداء                            | مرتبة              |
| 211                | مارتا باستيانيلي                | 28                 |
| 212                | صوفيا بيرتيزولو                 | 37                 |
| 213                | Linda Zanetti ‏                  | لم يكمل السباق     |
| 214                | يوجينة بوجاك (طريق)             | 32                 |
| 215                | مارغريتا فيكتوريا غارسيا (طريق) | 29                 |
| 216                | إيريكا ماجندي                   | 27                 |

| فريق أونو إكس برو للدراجات للسيدات ‏ UXT | فريق أونو إكس برو للدراجات للسيدات ‏ UXT | فريق أونو إكس برو للدراجات للسيدات ‏ UXT |
| --------------------------------------- | --------------------------------------- | --------------------------------------- |
| م                                       | عداء                                    | مرتبة                                   |
| 221                                     | هانا بارنز                              | 83                                      |
| 222                                     | Rebecca Koerner ‏                        | لم يكمل السباق                          |
| 223                                     | هانا لودفيغ                             | لم يكمل السباق                          |
| 224                                     | Amalie Lutro ‏                           | 74                                      |
| 225                                     | Wilma Olausson ‏                         | لم يكمل السباق                          |
| 226                                     | Mie Bjørndal Ottestad ‏                  | لم يكمل السباق                          |

| فالكار سيلانس ‏ VAL | فالكار سيلانس ‏ VAL   | فالكار سيلانس ‏ VAL |
| ------------------ | -------------------- | ------------------ |
| م                  | عداء                 | مرتبة              |
| 231                | Silvia Persico ‏      | 10                 |
| 232                | Alice Maria Arzuffi ‏ | 58                 |
| 233                | Olivia Baril ‏        | 56                 |
| 234                | Anastasia Carbonari ‏ | 59                 |
| 235                | إيلينا بيروني        | لم يكمل السباق     |
| 236                | Ilaria Sanguineti ‏   | لم يكمل السباق     |

| إس دي وركس ‏ SDW | إس دي وركس ‏ SDW             | إس دي وركس ‏ SDW |
| --------------- | --------------------------- | --------------- |
| م               | عداء                        | مرتبة           |
| 1               | Chantal van den Broek-Blaak | 16              |
| 2               | Niamh Fisher-Black ‏         | 24              |
| 3               | لوت كوبيكي (طريق)           | 1               |
| 4               | آشلي مولمان                 | 3               |
| 5               | Anna Shackley ‏              | 49              |
| 6               | ديمي فوليرينغ               | 12              |

| Aromitalia–Basso Bikes–Vaiano ‏ VAI | Aromitalia–Basso Bikes–Vaiano ‏ VAI | Aromitalia–Basso Bikes–Vaiano ‏ VAI |
| ---------------------------------- | ---------------------------------- | ---------------------------------- |
| م                                  | عداء                               | مرتبة                              |
| 11                                 | راسا ليليفيتو                      | لم يكمل السباق                     |
| 12                                 | Francesca Balducci ‏                | 77                                 |
| 13                                 | Francesca Baroni ‏                  | لم يكمل السباق                     |
| 14                                 | Inga Češulienė ‏ (طريق)             | لم يكمل السباق                     |
| 15                                 | Milena Del Sarto‏                   | لم يكمل السباق                     |
| 16                                 | Gemma Sernissi ‏                    | لم يكمل السباق                     |

| بيبينك ‏ BPK | بيبينك ‏ BPK       | بيبينك ‏ BPK    |
| ----------- | ----------------- | -------------- |
| م           | عداء              | مرتبة          |
| 21          | Silvia Zanardi ‏   | 38             |
| 22          | ميشيلا دراموند    | 64             |
| 23          | Nadia Quagliotto ‏ | 67             |
| 24          | Prisca Savi‏       | لم يكمل السباق |
| 25          | Jade Teolis‏       | لم يكمل السباق |
| 26          | Matilde Vitillo ‏  | 69             |

| Born To Win–Zhiraf–G20 ‏ BTW | Born To Win–Zhiraf–G20 ‏ BTW | Born To Win–Zhiraf–G20 ‏ BTW |
| --------------------------- | --------------------------- | --------------------------- |
| م                           | عداء                        | مرتبة                       |
| 31                          | Sara Casasola ‏              | لم يكمل السباق              |
| 32                          | Anna Chili‏                  | لم يكمل السباق              |
| 33                          | Tatiana Chili‏               | لم يكمل السباق              |
| 34                          | Sofia Clerici‏               | لم يكمل السباق              |
| 35                          | Giulia Luciani‏              | لم يكمل السباق              |
| 36                          | Giorgia Simoni‏              | لم يكمل السباق              |

| كانيون–إس آر إيه إم ‏ CSR | كانيون–إس آر إيه إم ‏ CSR | كانيون–إس آر إيه إم ‏ CSR |
| ------------------------ | ------------------------ | ------------------------ |
| م                        | عداء                     | مرتبة                    |
| 41                       | كاتارزينا نيفيادوما      | 4                        |
| 42                       | ألينا أمياليوسيك         | 22                       |
| 43                       | Elise Chabbey ‏           | 6                        |
| 44                       | تيفاني كرومويل           | 63                       |
| 45                       | Pauliena Rooijakkers ‏    | 52                       |
| 46                       | ثريا بالادين             | 19                       |

| Ceratizit Pro Cycling ‏ WNT | Ceratizit Pro Cycling ‏ WNT | Ceratizit Pro Cycling ‏ WNT |
| -------------------------- | -------------------------- | -------------------------- |
| م                          | عداء                       | مرتبة                      |
| 51                         | ماريا جوليا كونفالونيري    | 66                         |
| 52                         | Camilla Alessio ‏           | 60                         |
| 53                         | Laura Asencio ‏             | لم يكمل السباق             |
| 54                         | Marta Lach ‏                | 34                         |
| 55                         | حنا نيلسون                 | 81                         |
| 56                         | Lara Vieceli ‏              | لم يكمل السباق             |

| EF Education–Tibco–SVB ‏ TIB | EF Education–Tibco–SVB ‏ TIB | EF Education–Tibco–SVB ‏ TIB |
| --------------------------- | --------------------------- | --------------------------- |
| م                           | عداء                        | مرتبة                       |
| 61                          | Magdeleine Vallieres ‏       | 31                          |
| 62                          | Letizia Borghesi ‏           | 54                          |
| 63                          | Emily Newsom ‏               | لم يكمل السباق              |
| 64                          | Sara Poidevin ‏              | 80                          |
| 65                          | Omer Shapira ‏ (طريق)        | لم يكمل السباق              |
| 66                          | Abi Smith ‏                  | 41                          |

| FDJ–Suez ‏ FSF | FDJ–Suez ‏ FSF       | FDJ–Suez ‏ FSF |
| ------------- | ------------------- | ------------- |
| م             | عداء                | مرتبة         |
| 71            | سيسيلي أوتوب لودفيغ | 5             |
| 72            | غريس براون          | 11            |
| 73            | Vittoria Guazzini ‏  | 35            |
| 75            | Victorie Guilman ‏   | 76            |
| 76            | Marie Le Net ‏       | 48            |

| رالي سايكلنج ‏ HPW | رالي سايكلنج ‏ HPW | رالي سايكلنج ‏ HPW |
| ----------------- | ----------------- | ----------------- |
| م                 | عداء              | مرتبة             |
| 82                | Nina Buijsman ‏    | 46                |
| 83                | Barbara Malcotti ‏ | 73                |
| 85                | Kaia Schmid ‏      | لم يكمل السباق    |
| 86                | ليلي وليامز       | 33                |

| Isolmant–Premac–Vittoria ‏ SBT | Isolmant–Premac–Vittoria ‏ SBT | Isolmant–Premac–Vittoria ‏ SBT |
| ----------------------------- | ----------------------------- | ----------------------------- |
| م                             | عداء                          | مرتبة                         |
| 91                            | Gaia Realini ‏                 | 82                            |
| 92                            | Ainara Albert‏                 | لم يكمل السباق                |
| 93                            | Alice Capasso‏                 | لم يكمل السباق                |
| 94                            | Alice Gasparini ‏              | لم يكمل السباق                |
| 95                            | Asia Zontone ‏                 | لم يكمل السباق                |

| ليف ريسينغ ‏ LIV | ليف ريسينغ ‏ LIV    | ليف ريسينغ ‏ LIV |
| --------------- | ------------------ | --------------- |
| م               | عداء               | مرتبة           |
| 101             | Sabrina Stultiens ‏ | 20              |
| 102             | Valerie Demey ‏     | 47              |
| 103             | Marta Jaskulska ‏   | 53              |
| 104             | Jeanne Korevaar ‏   | 42              |
| 105             | Ayesha McGowan ‏    | لم يكمل السباق  |
| 106             | Katia Ragusa ‏      | 71              |

| موفيستار للسيدات ‏ MOV | موفيستار للسيدات ‏ MOV  | موفيستار للسيدات ‏ MOV |
| --------------------- | ---------------------- | --------------------- |
| م                     | عداء                   | مرتبة                 |
| 111                   | أنيميك فان فليوتن      | 2                     |
| 112                   | Katrine Aalerud ‏       | 85                    |
| 113                   | أود بيانيك             | 84                    |
| 114                   | أليسيا غونزاليس بلانكو | 51                    |
| 115                   | سارا مارتين            | لم يكمل السباق        |
| 116                   | Paula Patiño ‏          | 39                    |

| باركهوتل فالكنبورغ ‏ PHV | باركهوتل فالكنبورغ ‏ PHV | باركهوتل فالكنبورغ ‏ PHV |
| ----------------------- | ----------------------- | ----------------------- |
| م                       | عداء                    | مرتبة                   |
| 121                     | Femke Gerritse ‏         | 23                      |
| 122                     | ديمي دي جونغ ‏           | 75                      |
| 123                     | Quinty Schoens ‏         | 44                      |
| 125                     | Rosalie Van der Wolf‏    | لم يكمل السباق          |

| بلانتور بورا سيلينج تيم ‏ ___ | بلانتور بورا سيلينج تيم ‏ ___ | بلانتور بورا سيلينج تيم ‏ ___ |
| ---------------------------- | ---------------------------- | ---------------------------- |
| م                            | عداء                         | مرتبة                        |
| 131                          | ساني كانت                    | 55                           |
| 132                          | Ronja Eibl ‏                  | 70                           |
| 133                          | Justine Ghekiere ‏            | لم يكمل السباق               |
| 134                          | Yara Kastelijn ‏              | 15                           |
| 135                          | Laura Süßemilch ‏             | 72                           |
| 136                          | Julie Van de Velde ‏          | 65                           |

| فريق كوجياس ميتلر لوك برو للدراجات ‏ CGS | فريق كوجياس ميتلر لوك برو للدراجات ‏ CGS | فريق كوجياس ميتلر لوك برو للدراجات ‏ CGS |
| --------------------------------------- | --------------------------------------- | --------------------------------------- |
| م                                       | عداء                                    | مرتبة                                   |
| 141                                     | أولغا زابيلينسكايا                      | لم يكمل السباق                          |
| 142                                     | Léa Stern‏                               | لم يكمل السباق                          |
| 143                                     | تمارا بالابولينا ‏                       | 43                                      |
| 144                                     | غولناز خاتونتسيفا                       | لم يكمل السباق                          |
| 145                                     | Hannah Buch ‏                            | لم يكمل السباق                          |
| 146                                     | Aline Seitz ‏                            | لم يكمل السباق                          |

| Servetto–Makhymo–Beltrami TSA ‏ SER | Servetto–Makhymo–Beltrami TSA ‏ SER | Servetto–Makhymo–Beltrami TSA ‏ SER |
| ---------------------------------- | ---------------------------------- | ---------------------------------- |
| م                                  | عداء                               | مرتبة                              |
| 151                                | Maryna Ivaniuk ‏                    | لم يكمل السباق                     |
| 152                                | Anna Potokina ‏                     | لم يكمل السباق                     |
| 153                                | Sofia Barbieri‏                     | لم يكمل السباق                     |
| 154                                | Silvia Bortolotti‏                  | لم يكمل السباق                     |
| 155                                | Viktoriia Melnychuk‏                | لم يكمل السباق                     |
| 156                                | Chia Pedrelli‏                      | لم يكمل السباق                     |

| Liv AlUla Jayco ‏ BEX | Liv AlUla Jayco ‏ BEX | Liv AlUla Jayco ‏ BEX |
| -------------------- | -------------------- | -------------------- |
| م                    | عداء                 | مرتبة                |
| 161                  | أماندا سبرات         | 79                   |
| 162                  | جيسيكا ألين          | لم يكمل السباق       |
| 163                  | Urška Žigart ‏        | لم يكمل السباق       |
| 164                  | Ruby Roseman-Gannon ‏ | 18                   |
| 165                  | Arianna Fidanza ‏     | 36                   |
| 166                  | جورجيا وليامز        | 40                   |

| فريق سنويب للسيدات ‏ DSM | فريق سنويب للسيدات ‏ DSM | فريق سنويب للسيدات ‏ DSM |
| ----------------------- | ----------------------- | ----------------------- |
| م                       | عداء                    | مرتبة                   |
| 171                     | ليا كيرشمان             | 62                      |
| 172                     | Léa Curinier ‏           | 50                      |
| 173                     | فرانشيسكا كوش ‏          | لم يكمل السباق          |
| 174                     | جولييت لابوس            | 26                      |
| 175                     | ليان ليبرت              | 13                      |
| 176                     | فلورتجي ماكايج          | 14                      |

| جامبو فيسما للسيدات ‏ TJV | جامبو فيسما للسيدات ‏ TJV | جامبو فيسما للسيدات ‏ TJV |
| ------------------------ | ------------------------ | ------------------------ |
| م                        | عداء                     | مرتبة                    |
| 181                      | ماريان فوس               | 7                        |
| 182                      | Teuntje Beekhuis ‏        | 61                       |
| 183                      | آنا هندرسون              | 30                       |
| 184                      | أنوسكا كوستر             | 17                       |
| 185                      | Coryn Labecki            | 21                       |
| 186                      | Linda Riedmann ‏          | 68                       |

| توب قيرلز فسى برتولو ‏ TOP | توب قيرلز فسى برتولو ‏ TOP | توب قيرلز فسى برتولو ‏ TOP |
| ------------------------- | ------------------------- | ------------------------- |
| م                         | عداء                      | مرتبة                     |
| 191                       | Debora Silvestri ‏         | لم يكمل السباق            |
| 192                       | Greta Marturano ‏          | 57                        |
| 193                       | Alessia Vigilia ‏          | لم يكمل السباق            |
| 194                       | Alice Palazzi‏             | لم يكمل السباق            |
| 195                       | Cristina Tonetti ‏         | لم يكمل السباق            |
| 196                       | Giorgia Vettorello ‏       | لم يكمل السباق            |

| Lidl–Trek (women's team) ‏ TFS | Lidl–Trek (women's team) ‏ TFS | Lidl–Trek (women's team) ‏ TFS |
| ----------------------------- | ----------------------------- | ----------------------------- |
| م                             | عداء                          | مرتبة                         |
| 201                           | إليسا بالسامو (طريق)          | 45                            |
| 202                           | Audrey Cordon-Ragot           | 25                            |
| 203                           | Lauretta Hanson ‏              | 78                            |
| 204                           | إليسا ونغو بورغيني (طريق)     | 8                             |
| 205                           | شيرين فان أنروي               | 9                             |
| 206                           | تايلر وايلز                   | لم يكمل السباق                |

| يو أي أيه تيم ‏ UAD | يو أي أيه تيم ‏ UAD              | يو أي أيه تيم ‏ UAD |
| ------------------ | ------------------------------- | ------------------ |
| م                  | عداء                            | مرتبة              |
| 211                | مارتا باستيانيلي                | 28                 |
| 212                | صوفيا بيرتيزولو                 | 37                 |
| 213                | Linda Zanetti ‏                  | لم يكمل السباق     |
| 214                | يوجينة بوجاك (طريق)             | 32                 |
| 215                | مارغريتا فيكتوريا غارسيا (طريق) | 29                 |
| 216                | إيريكا ماجندي                   | 27                 |

| فريق أونو إكس برو للدراجات للسيدات ‏ UXT | فريق أونو إكس برو للدراجات للسيدات ‏ UXT | فريق أونو إكس برو للدراجات للسيدات ‏ UXT |
| --------------------------------------- | --------------------------------------- | --------------------------------------- |
| م                                       | عداء                                    | مرتبة                                   |
| 221                                     | هانا بارنز                              | 83                                      |
| 222                                     | Rebecca Koerner ‏                        | لم يكمل السباق                          |
| 223                                     | هانا لودفيغ                             | لم يكمل السباق                          |
| 224                                     | Amalie Lutro ‏                           | 74                                      |
| 225                                     | Wilma Olausson ‏                         | لم يكمل السباق                          |
| 226                                     | Mie Bjørndal Ottestad ‏                  | لم يكمل السباق                          |

| فالكار سيلانس ‏ VAL | فالكار سيلانس ‏ VAL   | فالكار سيلانس ‏ VAL |
| ------------------ | -------------------- | ------------------ |
| م                  | عداء                 | مرتبة              |
| 231                | Silvia Persico ‏      | 10                 |
| 232                | Alice Maria Arzuffi ‏ | 58                 |
| 233                | Olivia Baril ‏        | 56                 |
| 234                | Anastasia Carbonari ‏ | 59                 |
| 235                | إيلينا بيروني        | لم يكمل السباق     |
| 236                | Ilaria Sanguineti ‏   | لم يكمل السباق     |

## التصنيف العام النهائي
| التصنيف العام         | التصنيف العام        | التصنيف العام | التصنيف العام             | التصنيف العام |
| العداء                | العداء               | البلد         | الفريق                    | الوقت         |
| --------------------- | -------------------- | ------------- | ------------------------- | ------------- |
| 1                     | لوت كوبيكي           | بلجيكا        | إس دي وركس ‏               | 3 س 59 د 14 ث |
| 2                     | أنيميك فان فليوتن    | هولندا        | موفيستار للسيدات ‏         | + 0 ث         |
| 3                     | آشلي مولمان          | جنوب أفريقيا  | إس دي وركس ‏               | + 10 ث        |
| 4                     | Katarzyna Niewiadoma | بولندا        | كانيون–إس آر إيه إم ‏      | + 19 ث        |
| 5                     | سيسيلي أوتوب لودفيغ  | الدنمارك      | FDJ–Suez ‏                 | + 24 ث        |
| 6                     | Elise Chabbey ‏       | سويسرا        | كانيون–إس آر إيه إم ‏      | + 28 ث        |
| 7                     | ماريان فوس           | هولندا        | جامبو فيسما للسيدات ‏      | + 29 ث        |
| 8                     | إليسا ونغو بورغيني   | إيطاليا       | Lidl–Trek (women's team) ‏ | + 29 ث        |
| 9                     | شيرين فان أنروي      | هولندا        | Lidl–Trek (women's team) ‏ | + 34 ث        |
| 10                    | Silvia Persico ‏      | إيطاليا       | فالكار سيلانس ‏            | + 34 ث        |
| مصدر: ProCyclingStats |                      |               |                           |               |

### تصنيف النقاط
| تصنيف النقاط          | تصنيف النقاط         | تصنيف النقاط | تصنيف النقاط              | تصنيف النقاط |
| العداء                | العداء               | البلد        | الفريق                    | النقاط       |
| --------------------- | -------------------- | ------------ | ------------------------- | ------------ |
| 1                     | لوت كوبيكي           | بلجيكا       | إس دي وركس ‏               | 400 نقطة     |
| 2                     | أنيميك فان فليوتن    | هولندا       | موفيستار للسيدات ‏         | 320 نقطة     |
| 3                     | آشلي مولمان          | جنوب أفريقيا | إس دي وركس ‏               | 260 نقطة     |
| 4                     | Katarzyna Niewiadoma | بولندا       | كانيون–إس آر إيه إم ‏      | 220 نقطة     |
| 5                     | سيسيلي أوتوب لودفيغ  | الدنمارك     | FDJ–Suez ‏                 | 180 نقطة     |
| 6                     | Elise Chabbey ‏       | سويسرا       | كانيون–إس آر إيه إم ‏      | 140 نقطة     |
| 7                     | ماريان فوس           | هولندا       | جامبو فيسما للسيدات ‏      | 120 نقطة     |
| 8                     | إليسا ونغو بورغيني   | إيطاليا      | Lidl–Trek (women's team) ‏ | 100 نقطة     |
| 9                     | شيرين فان أنروي      | هولندا       | Lidl–Trek (women's team) ‏ | 80 نقطة      |
| 10                    | Silvia Persico ‏      | إيطاليا      | فالكار سيلانس ‏            | 68 نقطة      |
| مصدر: ProCyclingStats |                      |              |                           |              |

## تصنيف الفرق

### الفرق حسب النقاط
| ترتيب الفرق حسب النقاط | ترتيب الفرق حسب النقاط              | ترتيب الفرق حسب النقاط   | ترتيب الفرق حسب النقاط |
| الفريق                 | الفريق                              | البلد                    | النقاط                 |
| ---------------------- | ----------------------------------- | ------------------------ | ---------------------- |
| 1                      | إس دي وركس 2022 ‏                    | هولندا                   | 748 نقطة               |
| 2                      | كانيون–إس آر إيه إم ريسينغ 2022 ‏    | ألمانيا                  | 400 نقطة               |
| 3                      | موفيستار للسيدات 2022 ‏              | إسبانيا                  | 328 نقطة               |
| 4                      | FDJ-Nouvelle Aquitaine-Futuroscope ‏ | فرنسا                    | 244 نقطة               |
| 5                      | Trek-Segafredo ‏                     | الولايات المتحدة         | 196 نقطة               |
| 6                      | جامبو فيسما للسيدات 2022 ‏           | هولندا                   | 176 نقطة               |
| 7                      | Team DSM                            | هولندا                   | 88 نقطة                |
| 8                      | فالكار ترافل سيرفس 2022 ‏            | إيطاليا                  | 68 نقطة                |
| 9                      | يو أي أيه تيم 2022 ‏                 | الإمارات العربية المتحدة | 64 نقطة                |
| 10                     | Team BikeExchange ‏                  | أستراليا                 | 40 نقطة                |
| مصدر: ProCyclingStats  |                                     |                          |                        |

## تصانيف فرعية

### تصنيف أفضل شاب
| تصنيف أفضل شاب        | تصنيف أفضل شاب      | تصنيف أفضل شاب | تصنيف أفضل شاب            | تصنيف أفضل شاب |
| العداء                | العداء              | البلد          | الفريق                    | الوقت          |
| --------------------- | ------------------- | -------------- | ------------------------- | -------------- |
| 1                     | شيرين فان أنروي     | هولندا         | Lidl–Trek (women's team) ‏ |                |
| 2                     | Femke Gerritse ‏     | هولندا         | باركهوتل فالكنبورغ ‏       |                |
| 3                     | Niamh Fisher-Black ‏ | نيوزيلندا      | إس دي وركس ‏               |                |
| مصدر: ProCyclingStats |                     |                |                           |                |

## وصلات خارجية
- الموقع الرسمي
- لمحة عن سباق ستراد بينك للسيدات 2022 على موقع  ProCyclingStats   (برو  سايكلنج  ستاتس) - إحصاءات  محترفي  الدراجات.
- ستراد بينك للسيدات 2022 على موقع إحصائيات الدراجات الإحترافية (الإنجليزية)